# 買命
《買命》為衛斯理系列的作品之一，編號105，作者倪匡，該小說與《算帳》有相關，均提及生命配額。倪匡於1996年7月4日成書，並在1997年1月20日出版。

## 故事大綱
某日，衛斯理接到一連串的電話，內容均是問他對報章上一則廣告有何見解。原來，當天香港各大報章中刊登了一個關於徵求「生命配額」的廣告。最初，衛斯理一笑置之，認為這是無聊的玩笑。然而，衛斯理的好友溫寶裕的舅父宋自然表示，這廣告分別於全球二十多個大城市的報章刊登。至此，衛斯理不再相信這是一個玩笑。為了弄清楚誰發佈此廣告及如何轉移「生命配額」，衛斯理先找來溫寶裕與小郭協助。
最初，眾人認為刊登廣告的人是以陶啟泉為首的富翁們，因為只有富人才會有如此的豐厚的資金於世界各地報章刊登此廣告，更重要的是，富人是最希望自己的生命得到延長的一群。不過陶啟泉之後致電衛斯理，詢問衛斯理刊出此廣告的為何人，而且更表示他是代表數十個世界一級富豪詢問此事。就此，衛斯理相信徵求「生命配額」的廣告根本不是富豪們的所為。
證實了廣告並非由富豪刊登後，小郭動用自己的力量，全天候監視全球徵求讓應徵者放信的大信箱。廣告截止日後，所有刊登廣告的城市，都有三人把大信箱搬上貨車運走，但各地追蹤貸車的偵探的全球訊號均受到干擾，小郭在香港的指揮室收不到訊息，於是他馬上出門，跟蹤香港的貨車，可是貨車居然突然衝入山坡後失蹤，而戈壁沙漠發明的監視儀器亦全部無故失靈。這類事件於其他城市同時發生，令衛斯理深感對方實力之高，不容輕視。但衛斯理依然無法相信背後的主持人為外星人，因他認為對外星人而言，人類的「生命配額」是無用的。
失去了線索後，衛斯理與小郭決定從應徵者入手，小郭試圖與全球的應徵者聯絡，希望最終能與背後的主持人取得連繫。但是，小郭再次失敗，這次他等了多個星期，居然全然沒有回音。同時，衛斯理的外星人好友亮聲上門，他認為小郭看到的貨車只不過是由立體投影器發射出來的假像，或許是外來力量令他人產生幻覺。對於小郭的失敗，溫寶裕認為買賣生命是一件不光彩的事，故此沒有人前來找小郭。亮聲不同意，他認為小郭之所以找不到任何的應徵者，是因為應徵者的思想被控制，或者這些人早已到徵求者安排的地方。
幾天後，「極權政體」的特務—朱槿、水葒與柳絮忽然上門，原來她們均有求於衛斯理。這次，她們除了為「極權老人」爭取「生命配額」外，更為她們的男友陶啟泉與大亨要求衛斯理盡快與徵求者會面。她們為求與徵求者取得聯繫，「極權政體」又派出一千一百二十六名忠心者假裝應徵者，並派員監視他們的行動和通訊。可是，當中六十人竟然於同一時間在一場無人看到的大霧中不知所終。對此，衛斯理戲說他們是合謀叛變，討論至此結束。
及後，亮聲再次上門，衛斯理的太太白素與其女兒衛紅綾剛完成她們的任務回家。亮聲向衛斯理表示他家中被人安裝了盜聽器，衛斯理知道這是柳絮等人做的好事。因而選擇到樓上的書房與眾人交代事宜，居高臨下，衛斯理看到特務們、富豪大亨與獨裁者一同躲在陰暗處，故此衛斯理把他們一一逐走。同時，亮聲告訴衛斯理，他那邊廂的調查亦苦無結果……
《買命》一書到此結束，故事的下半部見於《賣命》。

## 相關人物
- 衛斯理

書中主角，基於他的好奇心，令他參與了這次行動。行動中，他一直堅信「生命配額」的買賣等同買賣生命， 是不人道的交易。除此之外，基於「生命配額」僅對人類有用，故此，衛斯理曾多次強調徵求配額者一定不是外星人。
其後，經過多次的明查暗訪下，均苦無結果，衛斯理只好與他極其討厭的特務，如朱槿等人合作。然而，由於他實在對來自「極權政體」十分反感，因此在得悉六十人神秘失蹤下，故意指他們叛變，以出一口氣。
- 白素

衛斯理太太，由於她與女兒紅陵忙於處理雞場的事（即《成精變人》的餘波），因而沒有時間理會徵求「生命配額」的事。至第八章後，白素完成她的使命，開始協助衛斯理。
- 溫寶裕

衛斯理的忘年之交，於此小說中出場機會甚少，只提出徵求「生命配額」者可能是希望造出一活人。
- 小郭

衛斯理的好友，是國際有名的偵探。可是，雖然他能動員最強的人力與運用最高科技的儀器，但全都一無所得。歷經多次慘敗後，小郭感到非常失望。另外，由於他主張「生命配額」的買賣是不人道，因而對支持買賣的大亨「感到噁心」。
- 陶啟泉

衛斯理的朋友，身為大富商的他一直渴求延長壽命，故希望衛斯理能盡早與徵求者取得聯絡。至《買命》故事結束，由於衛斯理一無所獲，故此無法幫助陶啟泉達到目的。
- 大亨

與陶啟泉一樣，都是大富商，並希望延長自己的生命，因此與陶氏及其他富商聯合起來，請求衛斯理伸出援手。對於「生命配額」的交易，他認為這是你情我願的買賣，根本不存在道德與否的問題，因為做生意本來就無對與否的概念。
- 戈壁沙漠

衛斯理好友，二人為一流的發明家。可是，他們供應小郭的先進監視儀器竟被對方做手腳。對此，他們表示對方擁有與他們同等的科技水平。
- 亮聲

衛斯理於《算帳》中認識的外星人朋友，於勒曼醫院從事研究的他，卻對「生命配額」的了解極少，如他不知配額儲存於人類的哪個器官 。對於配額買賣的爭議，亮聲指由於人出生時的「思想配額」早已決定，各人不一，故世界本來沒有統一的標準，所以配額買賣的問題根本不存在。 
- 朱槿、水葒

來自「極權政體」的女特務，年輕迷人，她們有求於衛斯理，希望他能協助組織，與徵求者取得聯絡，為「獨裁老人」延長壽命。
- 柳絮

「極權政體」女特務之首，為眾人的領袖。雖然她在偶然的機會離開組織，但由於忠心於「老人」，故和水葒等人要求衛斯理與徵求者聯絡。

## 資料來源
以下內容以香港勤十緣出版社作準：
1. ↑  .   [2009-08-22]. （原始内容存档于2016-05-12）.
2. ↑  買命 – 第一部份 – P.2-3
3. ↑  買命 – 第一部份 –P.7
4. ↑  買命 – 第二部份 – P.27-28
5. ↑  買命 – 第三部份 – P.52-63
6. ↑  買命 – P.63-68
7. ↑  買命 – 第五部份 – P.103-105
8. ↑  買命 – 第七部份 – P.135
9. ↑  買命 – 第七部份 – P.156
10. ↑  買命 – 第九部份 – P.188
11. ↑  買命 – 第十部份 – P.197-199
12. ↑  買命 – 第一部份 - P.11
13. ↑  買命 - 第四部份 - P.73
14. ↑  買命 – 第九部份 - P.182
15. ↑  買命 – 第二部份 - P.21-22
16. ↑  買命 – 第一部份 - P.16
17. ↑  買命 – 第二部份 - P.37
18. ↑  買命 – 第二部份 - P.28-30
19. ↑  買命 – 第二部份 - P.35-36
20. ↑  買命 – 第四部份 - P.59
21. ↑  買命 – 第六部份 - P.120
22. ↑  買命 – 第五部份 - P.97
23. ↑  買命 – 第七部份 - P.135

| 前任者： 104 洪荒 | 衛斯理系列（按編號） 105 | 繼任者： 106 賣命 |